# Trent Strickland
Christopher Trent Strickland jr. (Atlanta, 22 aprile 1984) è un ex cestista statunitense, professionista nella NBDL e in Europa.